# Molnár Csaba (politikus)
Molnár Csaba (Csorna, 1975. december 4. –) magyar jogász, politikus, az Európai Parlament tagja. Közlekedési, hírközlési és energiaügyi miniszter volt a második Gyurcsány-kormányban, a Bajnai-kormányban pedig Kiss Péter utódjaként a Miniszterelnöki Hivatalt vezető miniszter, a miniszterelnököt helyettesítő miniszter volt. 2022-től a Dobrev-árnyékkormányban árnyék-kancellária miniszter és az árnyék-miniszterelnök helyettese lett.

## Tanulmányai
Az Eötvös Loránd Tudományegyetem Állam- és Jogtudományi Karán szerzett jogi doktorátust, summa cum laude kitüntetéssel.

## Közéleti pályafutása
Fiatalon belépett a Magyar Szocialista Pártba. Győr-Moson-Sopron megyei elnökeként is tevékenykedett. Eközben 2002 és 2006 között ügyvédjelölt, illetve ezen időszak alatt a Nyugat-magyarországi Egyetem meghívott oktatója volt, ahol kulturális jogot tanított.
2005-ben a győri polgármester főtanácsosa lett, majd a 2006-os országgyűlési választáson pártja Győr-Moson-Sopron megyei területi listájáról szerzett mandátumot. Országgyűlési képviselői mandátumát egészen 2014-ig, az európai parlamenti képviselői munkájának kezdetéig megőrizte. A 2006-os önkormányzati választáson a Győr-Sopron megyei közgyűlés tagjává választották, ahol az MSZP-frakció vezetője lett. Ugyanebben az évben Gyurcsány Ferenc pártelnökké történt megválasztása után annak utódja lett a párt megyei elnöki posztján egészen 2011-ig. 2007-ben az újonnan alakult Magyar Progresszív Társaság alelnökévé választották.
2007 őszétől az Európai Unió Régiók Bizottsága póttagja volt, 2010 januárjától 2014 tavaszáig pedig rendes tagja.
2006 és 2008 között a Nyugat-dunántúli Regionális Fejlesztési Tanács elnöki tisztségét is betöltötte. 2008-ban, miután az SZDSZ kivált a második Gyurcsány-kormányból, az újonnan kialakított Nemzeti Fejlesztési és Gazdasági Minisztérium fejlesztéspolitikáért felelős államtitkárává, majd 2008 decemberében a lemondott Szabó Pál helyére nevezték ki közlekedési, hírközlési és energiaügyi miniszterré. A Bajnai-kormányban a Miniszterelnöki Hivatalt vezető, a miniszterelnököt helyettesítő miniszteri posztot töltött be.
2006-ban és 2010-ben is az MSZP Győr-Moson-Sopron megyei területi listájáról szerzett országgyűlési mandátumot.
2010 októberében csatlakozott a Gyurcsány Ferenc által életre hívott Demokratikus Koalíció Platformhoz, melynek alapító alelnöke lett. Mikor pontosan egy évvel később a platform önálló párttá alakult, az új formációhoz is csatlakozott, emiatt kilépett az MSZP-ből illetve annak parlamenti frakciójából is és csatlakozott a Demokratikus Koalíció (DK) országgyűlési képviselői csoportjához. A Demokratikus Koalíció alapító tagja, a párt megalapítása óta annak ügyvezető alelnöke, amely szerepében a DK kongresszusa többször megerősítette. A Demokratikus Koalíció országgyűlési képviselői csoportjának vezetője 2011-től egészen az európai parlamenti mandátumának megkezdéséig.
A 2014-es és 2019-es európai parlamenti választásokon a DK listájáról jutott be az Európai Parlamentbe. Amellett, hogy a DK ügyvezető alelnöki, illetve kampányfőnöki tisztségét is betölti, az Európai Parlamentben elsősorban energia- és regionális politikával foglalkozik. Főtagja az Európai Parlament Ipari-, Kutatási és Energia ügyi Bizottságának, illetve a délkelet-ázsiai országokkal és a Délkelet-ázsiai Nemzetek Szövetségével (ASEAN) fenntartott kapcsolatokért felelős küldöttségének. Póttagja a Regionális fejlesztési Bizottságnak és az Amerikai Egyesült Államokkal fenntartott kapcsolatokért felelős küldöttségének.

## Családi háttere
2008-ban vette feleségül Szűcs Kingát, a Győri Nemzeti Színház színésznőjét. Első gyermekük, Molnár András 2014. november 9-én született.